# Келентрич, Марио
Марио Келентрич (хорв. Mario Kelentrić, родился 30 января 1973 года в Градачаце) — хорватский гандболист, выступавший на позиции вратаря за клубы Хорватии, Словении, Франции и Германии. Считается одним из лучших в истории хорватского гандбола вратарей; в 2003 году выиграл чемпионат мира в составе сборной Хорватии.

## Клубная карьера
Воспитанник клуба «Запрешич», начинал карьеру в 1993 году в «Медвешчаке» из Загреба. В первом же сезоне клуба дошёл до финала Кубка Хорватии, за семь лет дважды доходил до финала Кубка и провёл много времени в высшей лиге Хорватии. В 1999 году перешёл в загребский «Бадель 1862», выйдя в первом же сезоне в полуфинал Лиги чемпионов ЕГФ и выиграв титул чемпиона и обладателя кубка. В 2001 году перешёл в «Целе», но, по стечению обстоятельств, впервые в истории эта команда не выиграла титул чемпиона Словении с момента учреждения Словенской Первой лиги.
В 2002 году Келентрич перешёл в «Меткович-Джамбо», но уже в январе 2003 года вернулся в «Загреб». В 2004 году уехал в Германию, в составе «Эссена» выиграл Кубок ЕГФ. Некоторое время играл в «Аграме-Медвешчаке» и аутсайдере французского первенства «Сен-Марсель Верноне», затем шесть лет отыграл в «Мельзунгене». В 2009 году участвовал в матче всех звёзд Бундеслиги. В 2013 году завершил игровую карьеру в составе «Загреба».

## Карьера в сборной
Келентрич сыграл 86 матчей за сборную Хорватии с 1997 по 2004 годы, выступая под номером 1. Чемпион Средиземноморских игр 1997 и 2001 годов, финалист Суперкубка по гандболу 1999 года, чемпион мира 2003 года. Также играл на чемпионатах мира 1999 и 2001 годов, чемпионатах Европы 1998, 2002 и 2004 годов. На чемпионате Европы 2004 года сборная Хорватии заняла 4-е место, и эти матчи стали для Келентрича последними в майке сборной: с тех пор тренер Лино Червар не вызывал его в команду, хотя Келентрич считался бесспорным «первым номером» в сборной Хорватии, и даже не позвал на сборы перед афинской Олимпиадой, которую хорваты выиграли, вследствие чего Келентрич затаил на Червара очень серьёзную обиду.

## Достижения
Медвешчак
- Кубок Хорватии[англ.]
  - Финалист (3): 1993/1994, 1998/1999[хорв.], 2005/2006
- Гандбольные дни в Лимбурге[англ.]
  - Победитель (1): 1993

Загреб
- Чемпионат Хорватии[англ.]
  - Чемпион (5): 1999/2000[хорв.], 2000/2001[хорв.], 2002/2003[хорв.], 2003/2004[хорв.], 2012/2013[хорв.]
- Кубок Хорватии[англ.]
  - Победитель (4): 1999/2000[хорв.], 2002/2003, 2003/2004, 2012/2013
- СЕГА Лига
  - Победитель (1): 2012/2013[англ.]

Целе
- Чемпионат Словении[англ.]
  - Серебряный призёр (1): 2001/2002
- Кубок Словении[англ.]
  - Финалист (1): 2001/2002

Эссен
- Кубок ЕГФ
  - Победитель (1): 2004/2005[нем.]

Личные
- Член команды 2003 года по версии Олимпийского комитета Хорватии[5]